# バナサック
バナサック （Banassac）は、フランス、オクシタニー地域圏、ロゼール県の旧コミューン。2016年1月1日、カニヤックと合併し、コミューン・ヌーヴェル（fr）のバナサック＝カニヤックとなった。

## 地理
ラ・カヌルグと近接しており、コミューン内でウリューニュ川がロット川と合流する。

## 歴史
元々はガロ・ローマ時代からの町で、当時のバナサックは重要なテッラ・シギラタ（Terra sigillata）陶器製造の中心地であった。メロヴィング朝時代も、硬貨製造の中心であった。保管されていたり修繕された硬貨の1/10がこの時代に作られたものである。硬貨製造は1世紀から、3世紀に異民族がジェヴォーダンに侵入し荒らしまわるまで効率的に行われていた。
その後フランク族も硬貨製造の工房に定住している。

## 人口統計
| 1962年 | 1968年 | 1975年 | 1982年 | 1990年 | 1999年 | 2006年 | 2011年 |
| ------ | ------ | ------ | ------ | ------ | ------ | ------ | ------ |
| 642    | 599    | 741    | 799    | 747    | 813    | 858    | 872    |

参照元:1999年までEHESS、2004年以降INSEE